# Liste der Monuments historiques in Brouillet
Die Liste der Monuments historiques in Brouillet führt die Monuments historiques in der französischen Gemeinde Brouillet auf.

## Liste der Objekte
| Bezeichnung                | Beschreibung                          | Standort                        | Kennzeichnung | Schutzstatus | Datum | Bild |
| -------------------------- | ------------------------------------- | ------------------------------- | ------------- | ------------ | ----- | ---- |
| Gemälde Madonna            | Ölfarbe auf Leinwand, 19. Jahrhundert | in der Kirche Notre-Dame (Lage) | PM51002963    | Inscrit      | 1980  |      |
| Skulptur Madonna mit Kind  | Holz, 16. Jahrhundert                 | in der Kirche Notre-Dame (Lage) | PM51002965    | Inscrit      | 1980  |      |
| Kruzifix                   | Holz, 18. Jahrhundert                 | in der Kirche Notre-Dame (Lage) | PM51002964    | Inscrit      | 1980  |      |
| Gemälde Mariä Verkündigung | Ölfarbe auf Leinwand, 18. Jahrhundert | in der Kirche Notre-Dame (Lage) | PM51000115    | Classé       | 1908  |      |
| Tabernakel                 | Holz, 18. Jahrhundert                 | in der Kirche Notre-Dame (Lage) | PM51002966    | Inscrit      | 1980  |      |